# Buchis

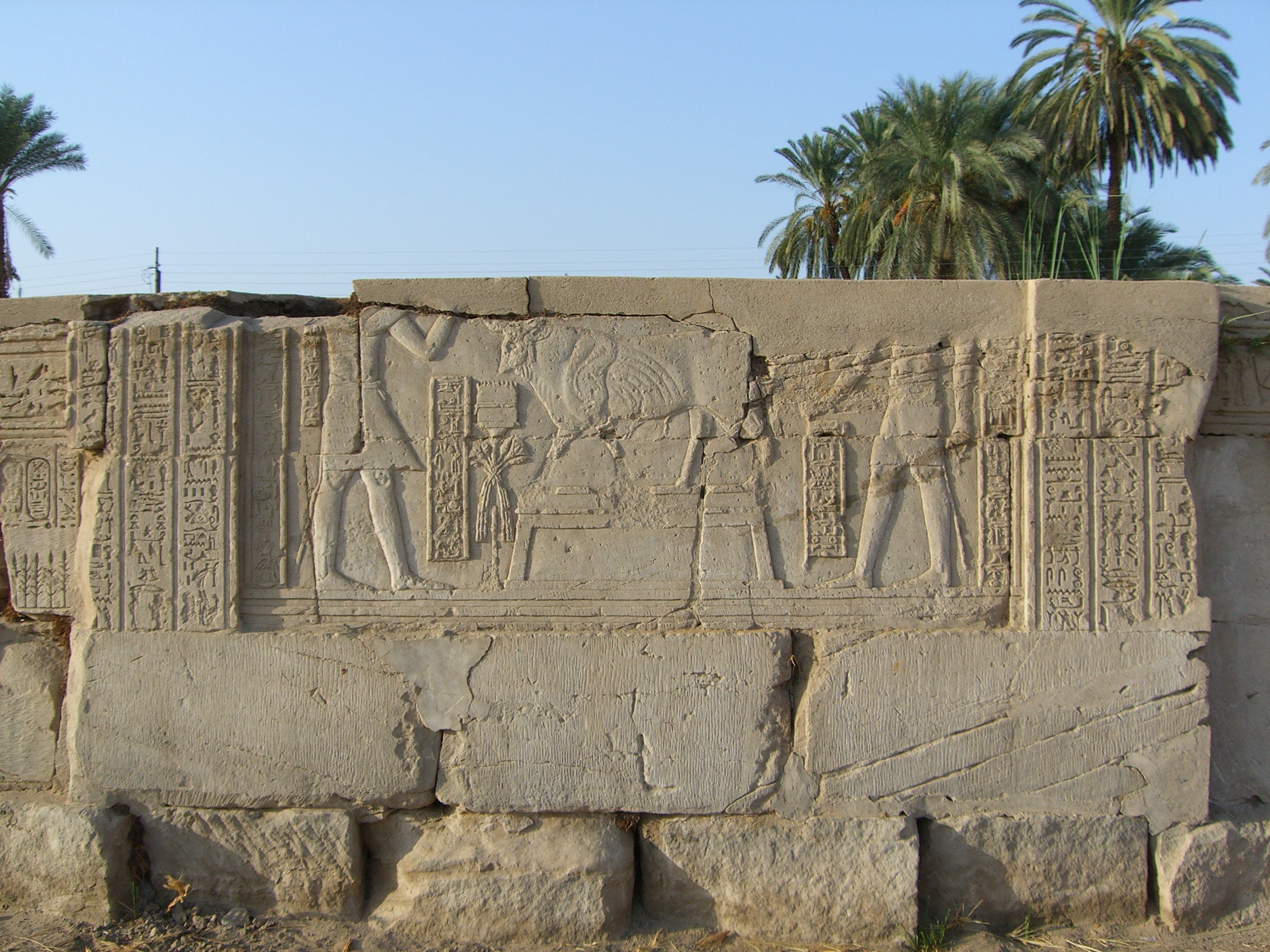
Relief där Buchis avbildas i mitten.

Buchis var i egyptisk mytologi en lokal tjurgud associerad med Thebe. 
Han var Monts avatar som i sin tur ansågs vara en inkarnation av Osiris. Han ändrade färg varje timme, och pälsen växte i motsatt riktning, jämfört med andra djur.
Jämför med Apis.